# Ducato di Sassonia-Merseburg

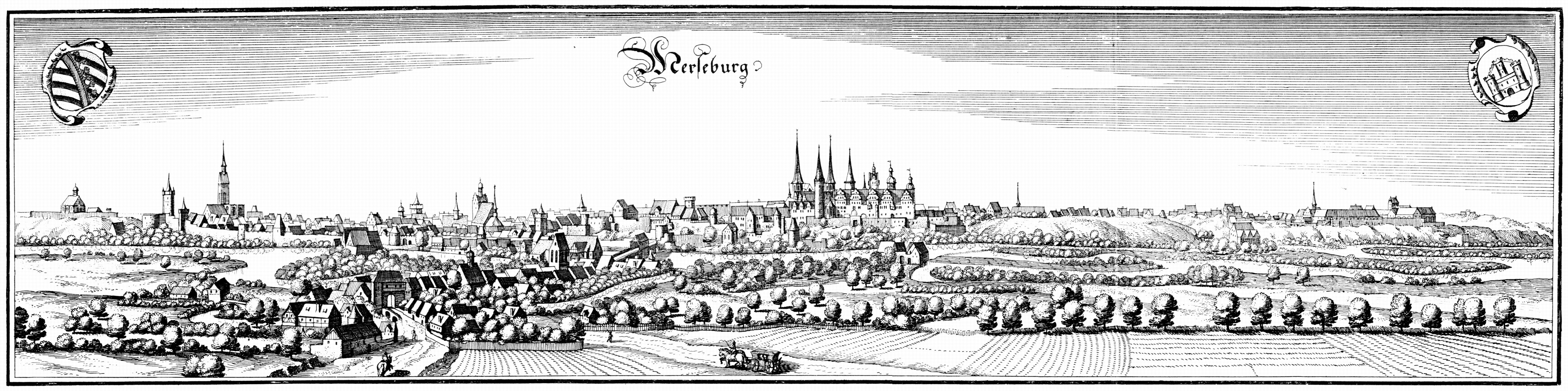
Matthäus Merian, Veduta di Merseburg

Il Ducato di Sassonia-Merseburg (in lingua tedesca Herzogtum Sachsen-Merseburg) è stato un ducato del Sacro Romano Impero dal 1656/57 al 1738.
La capitale era Merseburg. Il ducato era governato da un ramo cadetto della Casata di Wettin. Giovanni Giorgio I di Sassonia aveva lasciato ai tre figli cadetti una parte dei territori, da cui le tre linee di Sassonia-Weissenfels, Sassonia-Merseburg e Sassonia-Zeitz. Il Ducato di Sassonia-Merseburg ritornò all'Elettorato di Sassonia nel 1738 per estinzione della linea albertina.

## Duchi di Sassonia-Merseburg

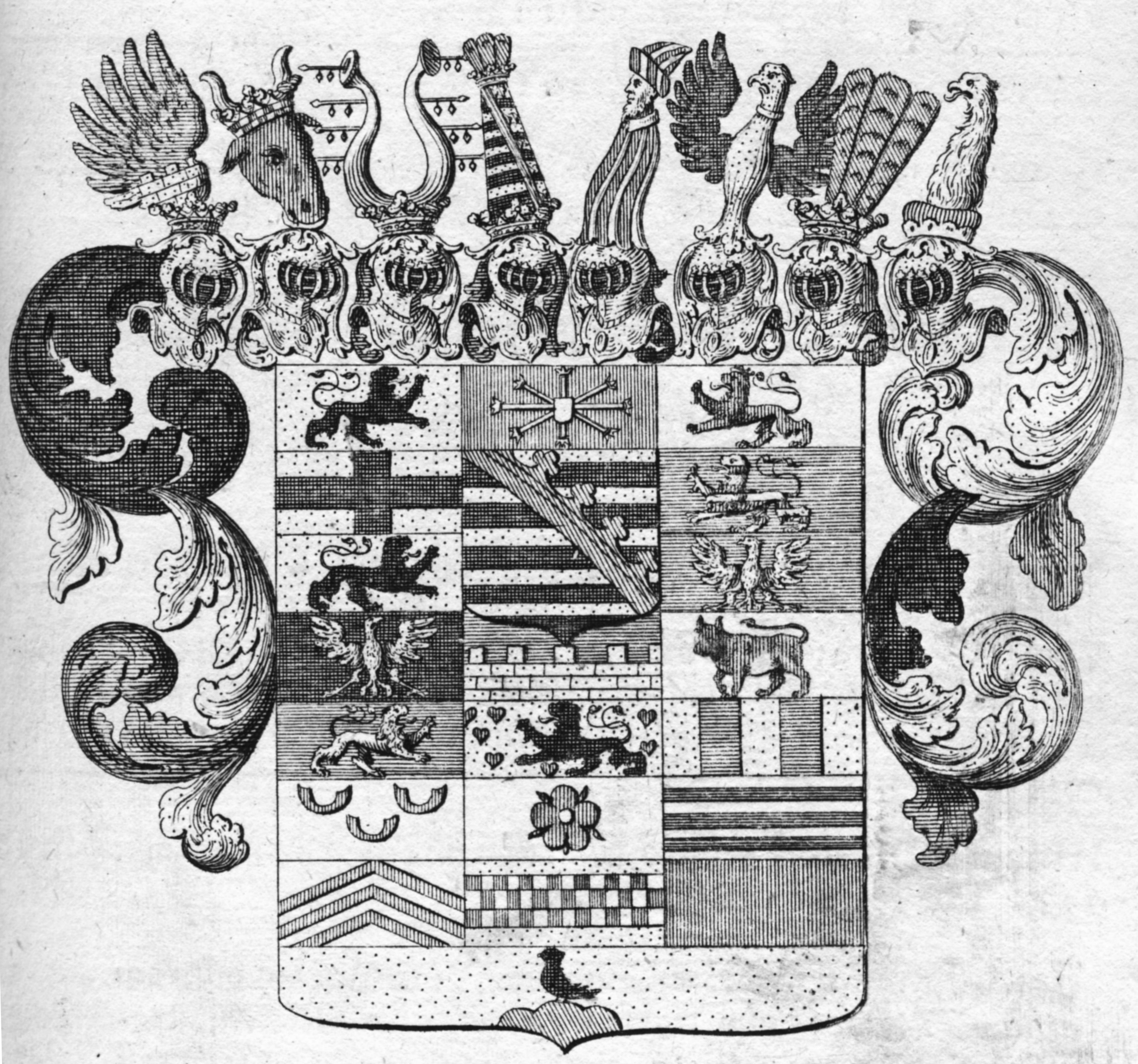
Stemma del ducato di Sassonia-Merseburg

- 1656–1691 Cristiano I (Dresda, 27 ottobre 1615 - Merseburg 18 ottobre 1691)
- 1691–1694 Cristiano II (Merseburg, 19 novembre 1653 - Merseburg, 20 ottobre 1694)
- 1694–1694 Cristiano III Maurizio (Merseburg, 7 novembre 1680 - Merseburg, 14 novembre 1694), sotto l'amministrazione di Federico Augusto il Forte e sotto la tutela della madre Erdmuthe Dorothea von Sachsen-Zeitz
- 1694–1731 Maurizio Guglielmo (Merseburg, 5 febbraio 1688 - Merseburg, 21 aprile 1731), dal 1712  sotto l'amministrazione di Federico Augusto il Forte e sotto la tutela della madre Erdmuthe Dorothea von Sachsen-Zeitz
- 1731–1738 Enrico (Merseburg, 2 settembre 1661 - Doberlug, 28 luglio 1738)

| Controllo di autorità | GND (DE) 4473331-8 |